# Askims kyrka
Askim kyrka (uttalas ['aʃim]) en kyrkobyggnad belägen i stadsdelen Askim, Göteborgs kommun. Den tillhör Askims församling i Göteborgs stift och Svenska kyrkan.

## Historia

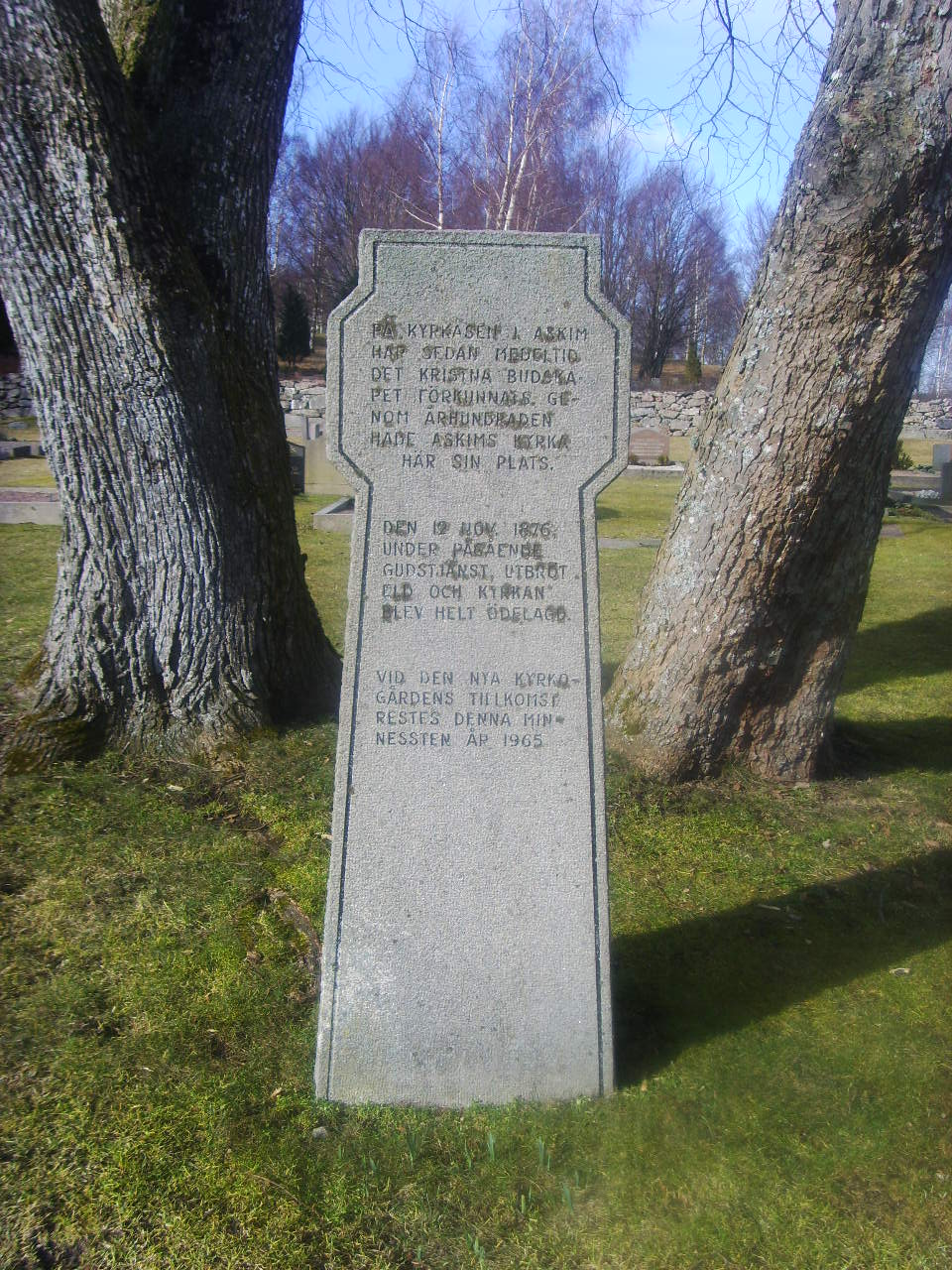
Minnesstenen för Askims medeltida kyrka.

Den tidigare stenkyrkan utan torn med anor från 1200-talet låg på den plats som idag utgör Askims norra kyrkogård vid Mikaelskyrkan. Den är utmärkt med en minnessten. Byggnaden brann ned under pågående gudstjänst den 12 november 1876. Man lyckades dock rädda en del inventarier, bland annat kyrkklockorna. 

## Kyrkobyggnaden
Nuvarande kyrka uppfördes på en plats längre söderut i socknen på hemmanet Stora Hovås ägor under åren 1878–1879. Byggmästare var August Krüger och arkitekt Ludvig Hedin vid Överintendentsämbetet. Till viss del hämtades byggnadsmaterial från gamla kyrkan.
Byggnaden består av ett rektangulärt långhus med en ovanlig nord-sydlig orientering. Vid södra kortsidan finns ett tresidigt avslutat kor och vid norra kortsidan finns ett kyrktorn med huvudingång och vapenhus. Öster om koret finns en vidbyggd sakristia som tillbyggdes 1941. Taket är skiffertäckt med inslag av koppar. Vid en större renovering i slutet av 1990-talet byggdes delar av interiören om. 

## Inventarier
- Dopfunten är från 1200-talet och tillverkad av dopfuntmästaren Thorkillus.[3] Den förvaras vid Göteborgs stadsmuseum och har ersatts av en nytillverkad i sten.
- Altarskåpet är från 1726.
- Altartavlan, som skadades vid branden, tillverkades 1726 av Gustaf Kihlman och renoverades 1881.
- Två målade fönster vid var sida om koret är utförda 1933 av Gunnar Erik Ström.
- Joël Mila bemålade 1973 läktarbröstningen.

### Orglar
- Läktarorgeln är tillverkad 1974 av Hammarbergs Orgelbyggeri AB. Den är mekanisk med 25 stämmor fördelade på två manualer och pedal.[4]
- Kororgeln är byggd 1981 av W. N. de Jongh.[5]

## Prästgården
När en kyrkoadjunktur i Askim inrättades, fick man genast svårigheter att hyra bostad till kyrkoadjunkten, varför man tidigt ville bygga en prästbostad. Då Askims utmarks skifteslag erbjöd en tomt vid Otterbäcks sex kvarnfall längs med Gamla Särövägen och cirka 400 meter nordost om kyrkan, köpte pastoratet den 1945 till förmånligt pris. Tre arkitekter fick lämna förslag, vilka kostnadsberäknades till 145 000 kronor, 109 000 kronor och 107 000 kronor. Det vinnande förslaget var uppgjort av arkitekt K.E. Hjalmarson på "Samfundet för hembygdsvård". Byggnadsarbetet påbörjades 1952. Västra Frölunda församling skulle bidraga till bygget med 4/5 av kostnaden, dock högst 200 000 kronor. Huset vilar på järnpålar som pålats ner till berget, och en egen brunn borrades på tomten. Expeditionsutrymmet gjordes brandsäkert. Totalkostnaden för bygget uppgick till 280 000 kronor.

## Kyrkogården
Askims södra kyrkogård ligger i anslutning till kyrkan. Kyrkogården invigdes 1896 och utvidgades 1934. År 1950 tillkom ett bårhus, vilket ritades av Axel Forssén. Skeppsredarenna Gunnar Carlsson och Sten A. Olsson ligger begravda på kyrkogården. Antalet gravplatser är 459.

## Historiska bilder

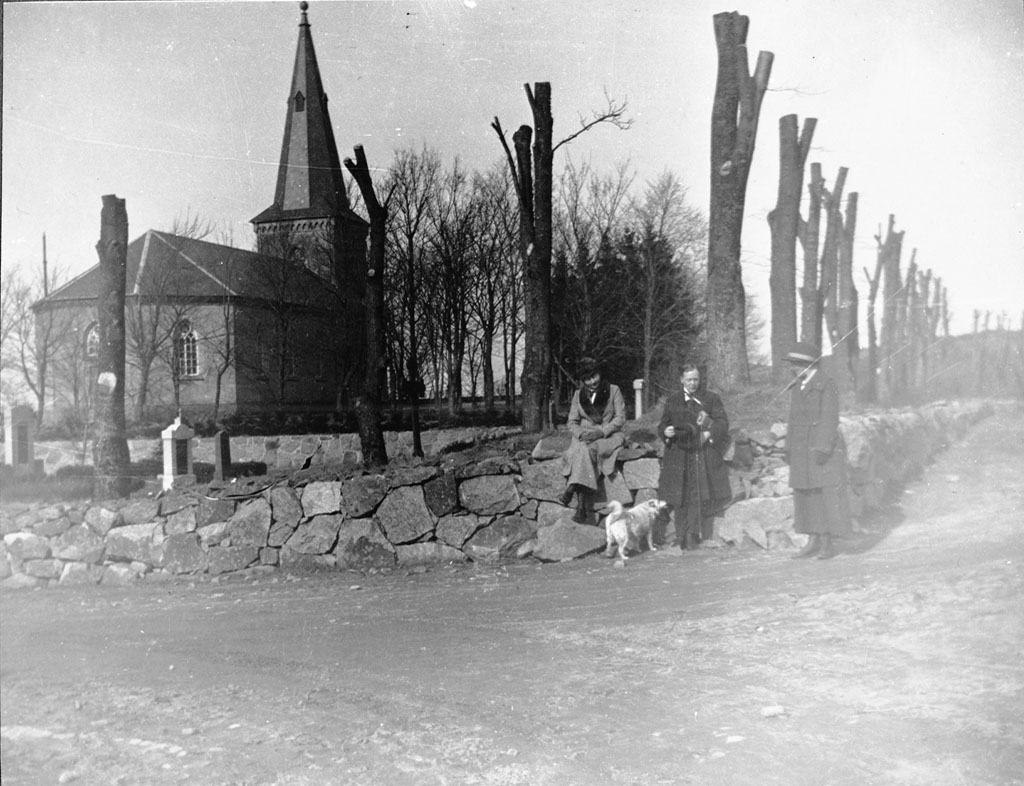
Askims kyrka omkring 1930.